# Buskvårtbitare
Buskvårtbitare (Pholidoptera griseoaptera) är en art i insektsordningen hopprätvingar som tillhör familjen vårtbitare. 
Buskvårtbitaren är en brunaktig vårtbitare med en kroppslängd på 13 till 20 millimeter. Dess habitat är buskiga marker, ofta i kanten av ängar. Ett kännetecken för arten är att dess vingar är starkt tillbakabildade, så hanen endast har mycket korta vingar medan honan vanligen saknar vingar helt. Som hos många andra vårtbitare stridulerar, eller spelar, hanen för att locka till sig honor. Detta sker främst under kvällar och nätter och sången består av ett kort, upprepat “tst“. Så kallad växelsång, då två eller ibland flera hanar omväxlande spelar och svarar varandra, är vanligt hos denna art. 
I Sverige finns buskvårtbitaren från Skåne och norrut till Värmland och Uppland och dess speltid är sensommar och höst. 

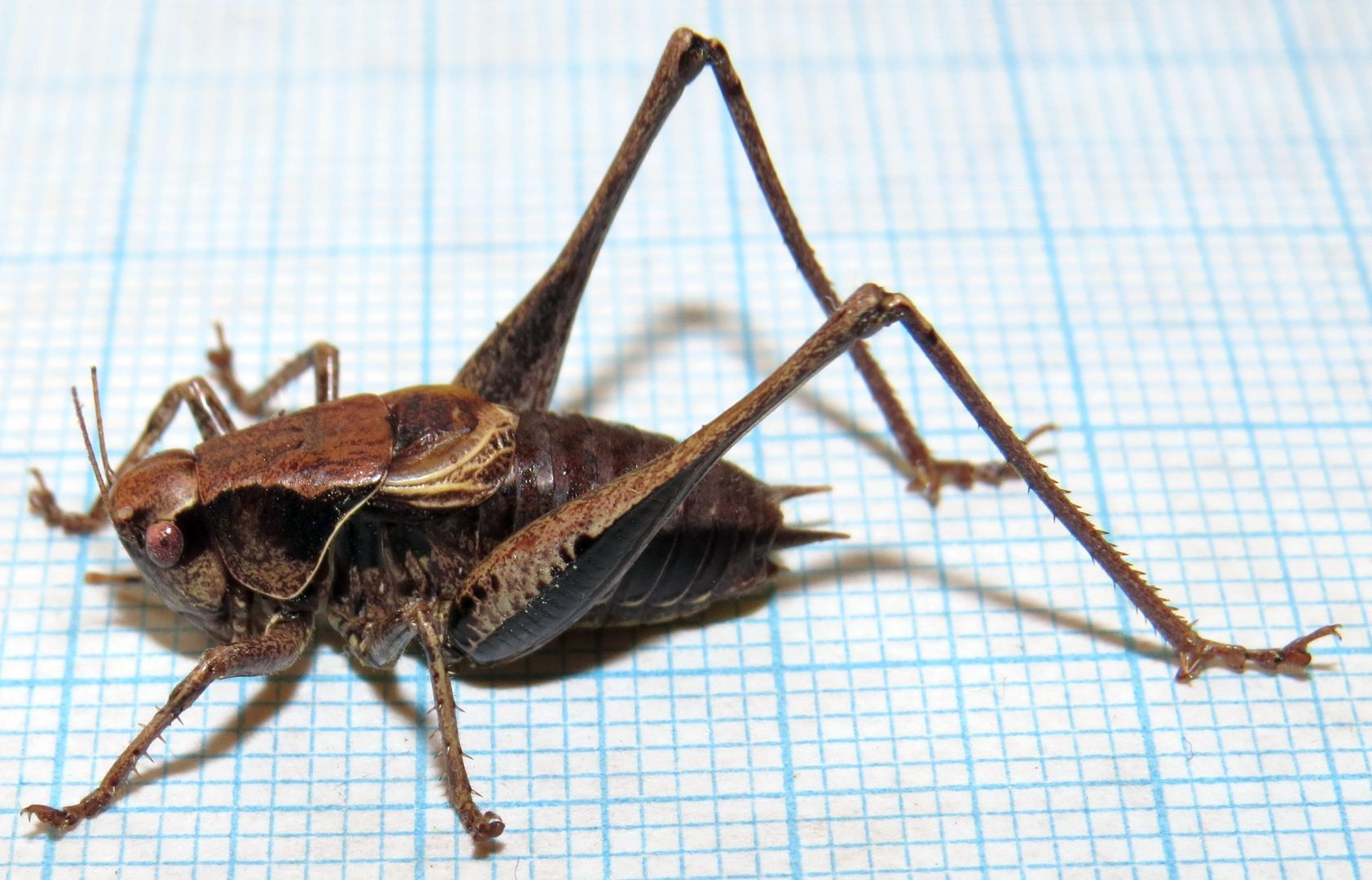
Hanen